# Sophie Agacinski
Pour les articles homonymes, voir Agacinski.
Sophie Agacinski est une actrice de téléfilms, de cinéma, de théâtre, scénariste et réalisatrice documentariste française, née le 15 décembre 1943 à Poligny (Jura).

## Biographie
Fille d'Henri Agacinski, ingénieur des Travaux publics dont le père était un mineur de fond polonais émigré de Potsdam en 1918, et de Raymonde Agacinski née Lejeune, elle est la sœur aînée de la philosophe Sylviane Agacinski, élue à l'Académie française en 2023, épouse de Lionel Jospin, Premier ministre français de 1997 à 2002.
Elle fait ses débuts professionnels à la télévision, dans le feuilleton Seule à Paris (1965).
À cette époque, elle rencontre Jean-Marc Thibault. Ils ont un fils, Alexandre, né le 15 décembre 1968 et se marient en 1983. Jean-Marc Thibault est décédé le 28 mai 2017.
Sophie Agacinski est présente comme actrice à la télévision, au cinéma et au théâtre jusqu'au début des années 1980.
Elle est également, à la télévision, une invitée récurrente de L'Académie des neuf dans les années 1980.
Après avoir été scénariste pour la télévision, elle coécrit et coréalise aujourd'hui avec Mickaël Delmar des documentaires diffusés sur le câble, sur Arte ou sur France 3.

## Filmographie

### Cinéma
- 1966 : Les malabars sont au parfum de Guy Lefranc
- 1966 : Le Solitaire passe à l'attaque de Ralph Habib
- 1969 : Des vacances en or de Francis Rigaud
- 1969 : Faites donc plaisir aux amis de Francis Rigaud
- 1969 : Le Débutant de Daniel Daert
- 1973 : Le Concierge de Jean Girault
- 1974 : Juliette et Juliette de Remo Forlani
- 1974 : Gross Paris de Gilles Grangier
- 1981 : Le Roi des cons de Claude Confortès

### Télévision
- 1965 : Seule à Paris de Robert Guez (feuilleton)
- 1967 : Allô Police de Robert Guez (série) (épisode Le petit horloger)
- 1967 : La Famille Colin-Maillard de Georges Barrier (série)
- 1969 : La Légende de Bas-de-Cuir (Die Lederstrumpferzählungen) de Jean Dréville, Pierre Gaspard-Huit et Sergiu Nicolaescu (feuilleton) (épisode 1)
- 1971 : La Lucarne magique de Pierre Desfons (comédie musciale)
- 1973 : Arsène Lupin (série) (épisode Herlock Sholmes lance un défi)
- 1975 : Les Zingari de Robert Guez (série)
- 1976 : Le Cœur au ventre de Robert Mazoyer (feuilleton)
- 1976 : Robert Macaire de Georges Neveux, d'après Saint-Amand et Benjamin Antier, réalisation Roger Kahane
- 1980 : Le Surmâle de Jean-Christophe Averty
- 1980 : Docteur Teyran de Jean Chapot
- 1981 : Le Boulanger de Suresnes de Jean-Jacques Goron

## Théâtre
- 1966 : Opération Lagrelèche de Jean Poiret et Michel Serrault, théâtre Fontaine
- 1968 : La Bonne Adresse de Marc Camoletti, mise en scène Christian-Gérard, théâtre de la Potinière
- 1973 : Le Médecin malgré lui de Molière, mise en scène Jean-Marc Thibault, théâtre Firmin-Gémier
- 1976 : Le Roi des cons de Georges Wolinski, mise en scène Claude Confortès, tournée Herbert-Karsenty
- 1979 : Contes et Exercices de conversation et de diction françaises pour étudiants américains d'Eugène Ionesco, mise en scène Claude Confortès, théâtre Daniel-Sorano Vincennes  (voir Exercices de conversation et de diction française pour étudiants américains)
- 1980 : Contes et Exercices de conversation et de diction françaises pour étudiants américains d'Eugène Ionesco, mise en scène Claude Confortès, théâtre de la Potinière